# Пензенский велосипедный завод
Пе́нзенский велосипе́дный за́вод (Велосипедный завод имени Фрунзе «ЗИФ») — одно из старейших машиностроительных предприятий Пензенской области по производству велосипедов и оборонной продукции. Закрыто в 2016 году.
В 2017 году по инициативе Губернатора Пензенской области Ивана Белозерцева, правительство области выкупило станки завода для восстановления производства.

## История завода
Изначально это предприятие носило название «Третий трубочный завод» и было предназначено для производства боеприпасов. Завод был назван трубочным по наименованию взрывателей для гранат. Предложение о его строительстве было внесено в Государственную Думу России 13 июля 1913 года, а в мае 1915 года были выделены средства для его строительства. Строительство завода было ускорено необходимостью увеличения поставок боеприпасов на фронты Первой мировой войны, а также переходом Петроградского трубочного завода к изготовлению другого вида боеприпасов. Большое значение в становлении флагмана пензенской промышленности имела эвакуация в 1918—1919 годах в Пензу Петроградского трубочного завода и главной мастерской Сестрорецкого оружейного завода. Вместе с оборудованием прибыли в Пензу 350 квалифицированных рабочих. В январе 1919 года началась сборка современных по тому времени 45-секундных трубочных взрывателей для гранат. В конце 1921 года завод приступил также к изготовлению мирной продукции. Производились детали к водопроводу, зажигалки, дверные замки, посуда, электрические товары, скрепки для бумаги. Вскоре предприятие перешло на выпуск горелок для керосиновых ламп, которые до этого делали только в Варшаве. Они пользовались большим спросом, и в декабре 1924 года их было изготовлено 84 736 штук.
В дальнейшем завод приступил к производству велосипедов и в августе 1928 года была изготовлена первая партия. Пензенские велосипеды были менее эстетичны, чем харьковские или рижские, но отличались высокой надёжностью. В октябре 1931 года завод переименован в велосипедный, а 9 апреля 1933 года заводу присвоено название «Пензенский завод имени М. В. Фрунзе» (ЗИФ). Под маркой ЗИФ и выпускались долгие годы пензенские велосипеды. В связи с необходимостью выпуска новых взрывателей в начале 1935 года на заводе было организовано часовое производство, которое через пять лет было передано построенному рядом Пензенскому часовому заводу. В том же году были выпущены первые патефоны. Естественно, что в годы Великой Отечественной войны основной продукцией предприятия были боеприпасы. В ноябре 1944 года за высокие достижения по производству боеприпасов заводу было присвоено первое место в отрасли, а в 1945 году завод был награждён высшей правительственной наградой — орденом Ленина.
В послевоенный период директор завода Д. И. Киселёв и конструктор А. Н. Блинков за разработку и изготовление поточно-конвейерных высокопроизводительных линий для сборочных работ стали лауреатами Сталинской премии 2-й степени (1946). В 1946 году завод выпустил несколько тысяч велосипедов, почти четыре с половиной тысяч тракторных сенокосилок, оказал помощь заводу «Белинсксельмаш» в изготовлении картофелесажалок. Было организовано также производство 100-тонных прессов, агрегатных станков различного применения и токарно-револьверных автоматов.
С марта 1966 года его стали именовать «Велосипедный завод имени Фрунзе». В 1970-х годах коллектив предприятия начал реконструкцию производства, совершенствование изготовления новых оборонных изделий. В 1971 году завод наградили орденом Октябрьской Революции. В 1970-х годах завод успешно освоил производство многоскоростных мужских и женских велосипедов. Среди них: «Сура-5», «Сура-6», «Сура-9» (ЗИФ 111—525), «Диана», «Вираж», «Прима», «Темп» и «Сура-3», «Сура-4». Завод выпускал пользовавшиеся большим спросом 10- и 15-скоростные горные велосипеды «Самсон» (ЗИФ 190—535), кроссовый велосипед для подростков, детские 2- и 3-колёсные велосипеды, грузовой 3-колёсный велосипед «Велорикша». Пензенские дорожные велосипеды получили престижные международные награды: большую золотую медаль на международной ярмарке в городе Пловдиве (1989), международный приз «Арка Европы» (1993).
.

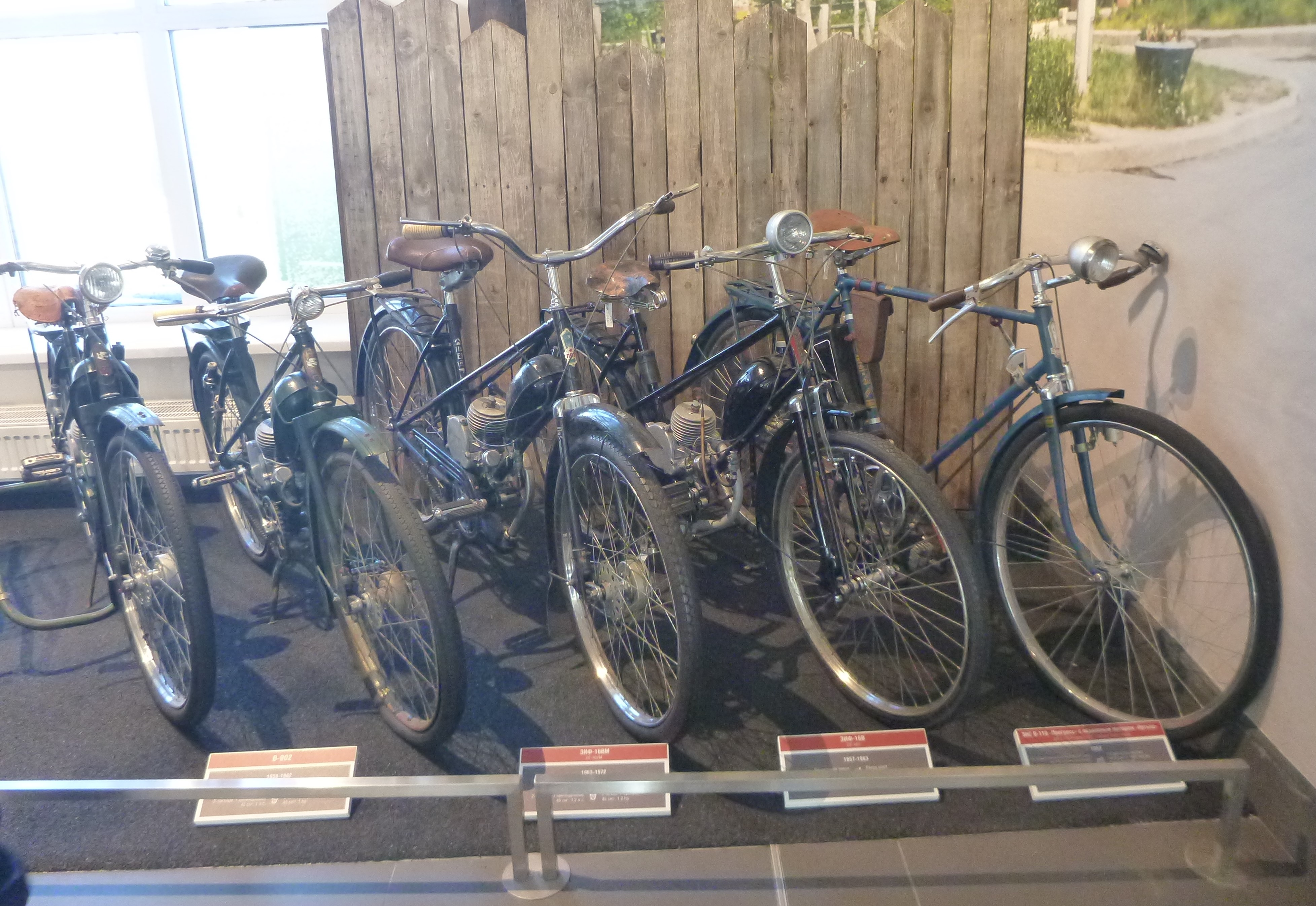
Мотовелосипеды ЗИФ-16ВМ и ЗИФ-16В

Также с 1960-х годов на предприятии изготавливали мотовелосипеды (16-В, 16-В1, 16-ВМ, 17-В), а позже — лёгкие мопеды (МВ-18, МВ-18М, ЗиФ-77, ЗиФ-20).
В постперестроечные годы на заводе выполнялась сборка мини-мокиков из деталей и узлов Рижского мотозавода «Саркана Звайгзне». До 1990-х годов завод активно производил и продавал велосипеды и мопеды на внутреннем и внешнем рынке, экспортируя их в страны восточной Европы, Китай и Индию.
В 2017 году по инициативе Губернатора Пензенской области Ивана Белозерцева, Правительство области выкупило станки завода для восстановления производства.
7 июня 2020 года на территории завода ЗИФ произошёл пожар.

## Смена собственника и банкротство
Первоначальный собственник — министерство машиностроения СССР.
В 1992 году государственный завод приватизирован в открытое акционерное общество ОАО Завод имени Фрунзе (ЗИФ), собственниками являлось руководство предприятия, на 1995 год уставной капитал предприятия составлял 2 млрд 761 млн руб.
В 2000 году 80 % акций акционерного общества, приобрела тольяттинская группа ЗАО ГК «ПОЛАД», под руководством депутата ЛДПР Виктора Попова.
С 2009 года в арбитражный суд к предприятию были поданы иски кредиторов.
В 2014 году производство велосипедов было остановлено, 300 сотрудников отправлены на улицу в вынужденный отпуск.
В 2016 году работники предприятия пикетировали здание заводоуправления, блокировали автомобили руководства, обратились в Суд с требованием выплатить зарплату. В том же году предприятие опечатано, за долги отключены электро- и водоснабжение, прекратил работу официальный сайт завода. Собственник ГК ПОЛАД задним числом уволил сотрудников, новый директор Владимир Генералов делал попытки выставлять частную охрану от мародёров, после чего завод прекратил своё существование.

## Продукция
«Пензенский велосипедный завод» выпускал семь моделей мужских и женских дорожных велосипедов, две модели подростковых велосипедов, детские велосипеды, складные велосипеды, инвалидные коляски комнатного и прогулочного типов, а также детские санки. Также выпускался грузовой велосипед, при необходимости трансформирующийся в дорожный.
Рамы и вилки для велосипедов производились в России, все остальные комплектующие закупались в Китае.
Также предприятие производило пресс-формы и комплектующие для Волжского автозавода.